# Jo Seung-woo
Cho Seung-woo (en hangul, 조승우; nacido el 28 de marzo de 1980) es un actor surcoreano. 

## Carrera
Es más conocido por las películas The Classic (2003), Marathon (2005), Tazza: The High Rollers (2006), e Inside Men (2015), los dramas Stranger y The King's Doctor  y por los musicales Jekyll & Hyde, Hedwig and the Angry Inch y Man of La Mancha.
El 10 de junio de 2017 se unió al elenco principal de la serie Forest of Secrets donde da vida al fiscal sin emociones Hwang Shi-mok, hasta el final de la primera temporada el 30 de julio del mismo año. En enero de 2020 se anunció que se había unido al elenco de la segunda temporada de la serie donde volverá a dar vida a Shi-mok.
El 23 de julio de 2018 se unió al elenco principal de la serie Life donde dio vida al Sr. Goo Seung-hyo, el director en Jefe del Hospital Universitario Sangkook, hasta el final de la serie el 11 de septiembre del mismo año.
El 17 de febrero de 2021 se unió al elenco principal de la serie Sisyphus: The Myth donde interpretó a Han Tae-sul, un ingeniero genio que decide averiguar la verdad sobre la muerte de su hermano, hasta el final de la serie el 8 de abril del mismo año. Esta serie es protagonizada por Park Shin Hye y el actor mencionado anteriormente.
En 2023 protagonizó el drama legal Divorce Attorney Shin, con el papel de un profesor de piano que repentinamente debe cambiar de vida y convertirse en abogado especializado en divorcios.

## Filmografía

### Series de televisión
| Año        | Título                                                   | Personaje       | Red            | Ref.        |
| ---------- | -------------------------------------------------------- | --------------- | -------------- | ----------- |
| 2012-2013  | Horse Doctor                                             | Baek Gwang-hyun | MBC            |             |
| 2013       | Drama Festival: Lee Sang That Lee Sang (Crow’s-eye View) | Lee Sang        | MBC            |             |
| 2014       | God's Gift - 14 Days                                     | Ki Dong-chan    | SBS            |             |
| 2018       | Life                                                     | Goo Seung-hyo   | JTBC / Netflix |             |
| 2017, 2020 | Forest of Secrets (Stranger)                             | Hwang Shi-mok   | tvN / Netflix  | [ 8 ] [ 9 ] |
| 2021       | Sisyphus: The Myth                                       | Han Tae-sul     | JTBC / Netflix |             |
| 2023       | Divorce Attorney Shin                                    | Shin Sung-han   | JTBC / Netflix | [ 7 ]       |

### Películas
| Año  | Título                  | Rol                  |
| ---- | ----------------------- | -------------------- |
| 2000 | Chunhyang               | Lee Mong-ryong       |
| 2001 | Ahmijimong              | Ahn Ji-hoon          |
| 2001 | Wanee & Junah           | Lee Young-min        |
| 2002 | Who Are You?            | Ji Hyung-tae         |
| 2002 | YMCA Baseball Team      | entrenador (cameo)   |
| 2002 | H                       | Shin Hyun            |
| 2003 | The Classic             | Oh Joon-ha           |
| 2004 | Low Life                | Choi Tae-woong       |
| 2005 | Marathon                | Yoon Cho-won         |
| 2006 | Love Phobia             | Cha Jo-kang          |
| 2006 | Tazza: The High Rollers | Kim Go-ni            |
| 2008 | Go Go 70s               | Im Sang-kyu          |
| 2009 | The Sword with No Name  | Mu-myung             |
| 2011 | Perfect Game            | Choi Dong-won        |
| 2012 | The Peach Tree          | Choi Sang-hyun       |
| 2015 | Assassination           | Kim Won-bong (cameo) |
| 2015 | Inside Men              | Woo Jang-hoon        |
| 2018 | Feng Shui               | Park Jae-sang        |

### Vídeos musicales
| Año  | Título                       | Artista                     |
| ---- | ---------------------------- | --------------------------- |
| 2005 | "Another Side of Memory"     | Boohwal                     |
| 2005 | "Prayer to Overcome Sadness" | Boohwal                     |
| 2008 | "The Flame of Youth"         | Jo Seung-woo and The Devils |

### Teatro
| Año       | Título                       | Personaje                       |
| --------- | ---------------------------- | ------------------------------- |
| 2000      | Blood Brothers               | Beggar/Narrador                 |
| 2001      | The Last Empress             | Rey Gojong                      |
| 2001      | Subway Line 1                | Newsboy                         |
| 2002      | The Sorrows of Young Werther | Werther                         |
| 2003      | Carmen                       | Don José                        |
| 2004-2005 | Jekyll & Hyde                | Jekyll/Hyde                     |
| 2005      | Hedwig and the Angry Inch    | Hedwig/Tommy                    |
| 2006      | Jekyll & Hyde                | Jekyll/Hyde                     |
| 2006      | Subway Line 1                | Salesperson                     |
| 2007      | Rent                         | Roger Davis                     |
| 2007      | Hedwig and the Angry Inch    | Hedwig/Tommy                    |
| 2007      | Man of La Mancha             | Miguel de Cervantes/Don Quixote |
| 2010–2011 | Jekyll & Hyde                | Jekyll/Hyde                     |
| 2011–2012 | Zorro                        | Don Diego de la Vega/Zorro      |
| 2012      | Doctor Zhivago               | Yuri Zhivago                    |
| 2013      | Hedwig and the Angry Inch    | Hedwig/Tommy                    |
| 2013–2014 | Man of La Mancha             | Miguel de Cervantes/Don Quixote |
| 2014      | Hedwig and the Angry Inch    | Hedwig/Tommy                    |
| 2014–2015 | Jekyll & Hyde                | Jekyll/Hyde                     |
| 2015      | Man of La Mancha             | Miguel de Cervantes/Don Quixote |
| 2015–2016 | Werther                      | Werther                         |
| 2016      | Hedwig: New Makeup           | Hedwig/Tommy                    |
| 2016      | Sweeney Todd                 | Sweeney Todd                    |
| 2018–2019 | Jekyll & Hyde                | Jekyll/Hyde                     |
| 2019-2020 | Sweeney Todd                 | Sweeney Todd                    |
| 2021      | Man of La Mancha             | Miguel de Cervantes/Don Quixote |
| 2021      | Hedwig and the Angry Inch    | Hedwig/Tommy                    |
| 2023      | El fantasma de la ópera      | Fantasma                        |

### Revistas / sesiones fotográficas
| Año  | Título                  | Notas                                           |
| ---- | ----------------------- | ----------------------------------------------- |
| 2021 | Elle Korea Magazine     | junto a Park Shin-hye - (publicación de marzo)  |
| 2015 | Scene Playbill Magazine | junto a Jeon Mi-do - (publicación de diciembre) |

## Música

### Discografía
| Año  | Título | Álbum                                                | Notas                                                                      |
| ---- | --- | ---------------------------------------------------- | -------------------------------------------------------------------------- |
| 2001 | "아미의 꿈" | Ahmijimong OST                                       |                                                                            |
| 2002 | "어쩌나 이마음" "우리는" "사랑하고 있다면" "뭐였을까" "무례와 사랑" "번갯불에 쏘인 것처럼" "제발" | The Sorrows of Young Werther cast recording          | con Chu Sang-mi, Choi Min-chul, y Kim Pub-lae                              |
| 2002 | "투명인간 친구 narr." "라이브 스피커 켜 narr. " "끝" "진짜 내 모습을 보여주고 싶어 narr." | Who R. U.? OST                                       | con Lee Na-young                                                           |
| 2002 | "마리아의 목욕 (Maria's Bath)" | H OST                                                | con Ji Jin-hee & Yum Jung-ah                                               |
| 2003 | "Fly Me to the Moon (에반게리온)" | 내 인생의 영화음악 (영화에게 띄우는 14인의 러브레터) | Varios artistas                                                            |
| 2004 | "별 (The Stars)" "어머니 (Mother)" "코르니유 영감의 비밀 (Master Cornille’s Secret)" "마지막 수업 (The Last Lesson)" | 별 (The Stars)                                       | Audiobook                                                                  |
| 2004 | "There Is No Choice" "This Is the Moment" "The Transformation" "Alive" "The Way Back" | Jekyll & Hyde cast recording                         |                                                                            |
| 2004 | "축복의 길" "생각해봐요" | 내게로 오세요                                        | Ha Kyung-hye álbum                                                         |
| 2005 | "작은 너에게 (A Little Thing for You)" | 서정 (抒情)                                          | Boohwal 10th álbum                                                         |
| 2005 | "Tear Me Down" "Wig in a Box" "Angry Inch" | Hedwig and the Angry Inch cast recording             | con Oh Man-seok, Kim Da-hyun & Song Yong-jin                               |
| 2006 | "Lost In The Darkness" "I Must Go On" "Take Me As I Am" "This Is the Moment" "Now There Is No Choice" "The Transformation" "Alive 1" "His Work and Nothing More" "Alive 2" "Streak of Madness" "It’s A Dangerous Game" "The Way Back" "Lucy’s Dream" "Confrontation" "The Wedding"                | Jekyll & Hyde cast recording                         | con Lee Hye-kyung, Kim Sung-ki, Kim Bong-hwan & Kim Sun-young              |
| 2007 | "Man of La Mancha" "Dulcinea" "Golden Helmet of Mambrino" "The Impossible Dream" "The Impossible Dream Reprise" | Man of La Mancha cast recording                      | con Lee Hoon-jin & Kim Sun-young                                           |
| 2008 | "청춘의 불꽃 (The Flame of Youth)" "위 아 데블스 (We’re Devils)" "신이 나는 청춘 (Proud Mary)" | Go Go 70s Digital Single                             | Jo Seung-woo and The Devils                                                |
| 2008 | "Intro : We’re Devils" "Mustang Sally" "Soulman" "I’ve Been Loving You too Long (to Stop Now)" "U Got Me Bad" "청춘의 불꽃 (The Flame of Youth)" "신이 나는 청춘 (Proud Mary)" "Fungky Tone" "Land of 1000 Dances" "고고춤을 춥시다" "One of kind" "새타령"                                       | Go Go 70s OST                                        | Jo Seung-woo and The Devils                                                |
| 2009 | "이 길 위에 서서 (Standing on The Road)" | Lee Young-mi 1st Single                              |                                                                            |
| 2011 | "이 길 위에 서서 (Standing on The Road)" | Love Universe                                        | Lee Young-mi álbum                                                         |
| 2011 | "오 놀라운 구세주 예수 내 주 (A Wonderful Saviour Is Jesus My Lord)" | I Am Melody, Vol. 2                                  | Varios artistas                                                            |
| 2012 | "복숭아나무 (The Peach Tree)" | The Peach Tree OST                                   |                                                                            |
| 2013 | "Tear Me Down" "The Origin of Love" "Sugar Daddy" "Angry Inch" "Random Number Generation" "Wig in a Box" "Wicked Little Town" "The Long Grift" "Hedwig's Lament" "Exquisite Corpse" "Wicked Little Town (Reprise)" "Midnight Radio" "The Origin of Love (Acoustic ver)"                           | Hedwig and the Angry Inch cast recording             | con Lee Young-mi and Angry Inch Band                                       |
| 2015 | "꽃이 피고 지듯이" | The Throne OST                                       |                                                                            |
| 2015 | "금단의 꽃" "어쩌나 이마음" "우리는" "사랑을 전해요" "두려워 말어" "하룻밤이 천년" "반가운 나의 사랑" "발길을 뗄 수 없으면" "뭐였을까" "알 수가 없어" "번갯불에 쏘인 것처럼" "꽃을 사세요" "오, 카인즈" "구원과 단죄" "다만 지나치지 않게" "자적산의 전설 Rep." "발길을 뗄 수 없으면 Rep."        | Werther cast recording                               | con Jeon Mi-do, Moon Jong-won, Choi Na-rae, Kang Seong-wook, Song Na-young |
| 2016 | "Intro" "Tear Me Down" "The Origin of Love" "Scene: Hansel Meets Luther (East Berlin, 1988)" "Sugar Daddy" "Angry Inch" "Wig in a Box" "Wicked Little Town" "The Long Grift" "Hedwig's Lament" "Exquisite Corpse" "Wicked Little Town (Reprise)" "Midnight Radio" "Encore" "In Your Arms Tonight" | Hedwig: New Make Up Live Album                       | con Seomoon Tak and Angry Inch Band                                        |

### Conciertos
| Año  | Título |
| ---- | --- |
| 2004 | Autumn Night Concert KT & G Family Concert con The Seoul Shinmun                                                                             |
| 2005 | Hedwig and the Angry Inch Concert |
| 2007 | Love Sonata in Tokyo A Gospel Event con Korean Celebrities that was held por Love Sonata Organization y sponsored by Onnuri Community Church |
| 2008 | HEDWIG 10th Anniversary! Hedwig Concert con John Cameron Mitchell y Oh Man-seok                                                              |
| 2008 | Musical Concert (I Am 남 Sam) 30th Anniversary of Nam Kyung-eup’s Musical Life                                                               |
| 2011 | Hakchon Repertoire : from Line 1 to Gochujang Tteokboki A Musical Concert was held to celebrate 20th anniversary of Hakchon Theater          |

## Embajador de buena voluntad
| Año  | Título                                   | Organización                          | Notas             |
| ---- | ---------------------------------------- | ------------------------------------- | ----------------- |
| 2004 | PR Ambassador of Hope Broadcast          | 희망방송 (HMN)                        |                   |
| 2010 | Honorary Police Officer                  | Seúl Agencia de Policía Metropolitana | Con Ryu Soo-joven |
| 2012 | PR Ambassador for 6th The Musical Awards | Los Premios Musicales                 | Con Cha Ji-yeon   |
| 2013 | PR Ambassador for Sapsaree campaign      | Fundación coreano Sapsaree            |                   |

## Premios y nominaciones
| Año  | Premio                                                      | Categoría                                       | Nominación                   | Resultado |
| ---- | ----------------------------------------------------------- | ----------------------------------------------- | ---------------------------- | --------- |
| 2000 | 37th Grand Bell Awards                                      | mejor actor nuevo                               | Chunhyang                    | Nominado  |
| 2000 | 21st Blue Dragon Film Awards                                | mejor actor nuevo                               | Chunhyang                    | Nominado  |
| 2002 | 8th Korea Musical Awards                                    | mejor actor nuevo                               | The Sorrows of Young Werther | Nominado  |
| 2004 | 10th Korea Musical Awards                                   | mejor actor                                     | Jekyll & Hyde                | Ganador   |
| 2004 | 9th Moscow International Love Film Festival                 | mejor pareja junto a Son Ye-jin                 | The Classic                  | Ganador   |
| 2005 | 41st Baeksang Arts Awards                                   | mejor actor (cine)                              | Marathon                     | Ganador   |
| 2005 | 28th Golden Cinematography Awards                           | actor más popular                               | Marathon                     | Ganador   |
| 2005 | 42nd Grand Bell Awards                                      | mejor actor                                     | Marathon                     | Ganador   |
| 2005 | 42nd Grand Bell Awards                                      | Premio a la popularidad                         | Marathon                     | Ganador   |
| 2005 | 1st Premiere Rising Star Awards                             | mejor actor                                     | Marathon                     | Ganador   |
| 2005 | 6th Busan Film Critics Awards                               | mejor actor                                     | Marathon                     | Ganador   |
| 2005 | 25th China Golden Rooster and Hundred Flowers Film Festival | mejor actor, categoría cine Internacional       | Marathon                     | Ganador   |
| 2005 | 26th Blue Dragon Film Awards                                | mejor actor                                     | Marathon                     | Nominado  |
| 2005 | 26th Blue Dragon Film Awards                                | Popular Star Award                              | Marathon                     | Ganador   |
| 2005 | 4th Korean Film Awards                                      | mejor actor                                     | Marathon                     | Nominado  |
| 2005 | Korea Advertisers Association                               | Good Model Award                                |                              | Ganador   |
| 2005 | 1st Golden Ticket Awards                                    | mejor actor musical                             | Jekyll & Hyde                | Ganador   |
| 2006 | 2nd University Film Festival of Korea                       | hombre del año                                  | Tazza: The High Rollers      | Ganador   |
| 2006 | 27th Blue Dragon Film Awards                                | mejor actor                                     | Tazza: The High Rollers      | Nominado  |
| 2007 | 1st Korea Movie Star Awards                                 | mejor actor                                     | Tazza: The High Rollers      | Ganador   |
| 2007 | 10th Newport Beach Film Festival                            | premio del jurado al mejor actor                | Tazza: The High Rollers      | Ganador   |
| 2007 | 43rd Baeksang Arts Awards                                   | mejor actor (cine)                              | Tazza: The High Rollers      | Nominado  |
| 2007 | 6th Korean Film Awards                                      | mejor actor                                     | Tazza: The High Rollers      | Nominado  |
| 2007 | 1st The Musical Awards                                      | mejor actor                                     | Jekyll & Hyde                | Nominado  |
| 2007 | 13th Korea Musical Awards                                   | premio a la popularidad                         | Jekyll & Hyde                | Ganador   |
| 2007 | 3rd Golden Ticket Awards                                    | mejor actor musical                             | Man of La Mancha             | Ganador   |
| 2008 | 2nd The Musical Awards                                      | mejor actor                                     | Man of La Mancha             | Ganador   |
| 2011 | 5th The Musical Awards                                      | mejor actor                                     | Jekyll & Hyde                | Ganador   |
| 2011 | 6th Golden Ticket Awards                                    | mejor actor musical                             | Jekyll & Hyde                | Ganador   |
| 2011 | 17th Korea Musical Awards                                   | mejor actor                                     | Jekyll & Hyde                | Nominado  |
| 2012 | 6th The Musical Awards                                      | mejor actor                                     | Doctor Zhivago               | Ganador   |
| 2012 | 18th Korea Musical Awards                                   | mejor actor                                     | Doctor Zhivago               | Nominado  |
| 2012 | Korean Popular Culture & Art Awards                         | Prime Minister's Citation                       |                              | Ganador   |
| 2012 | MBC Drama Awards                                            | Daesang (Grand Prize)                           | Horse Doctor                 | Ganador   |
| 2012 | MBC Drama Awards                                            | premio alta excelencia, actor de drama especial | Horse Doctor                 | Ganador   |
| 2013 | 49th Baeksang Arts Awards                                   | actor más popular (TV)                          | Horse Doctor                 | Nominado  |
| 2013 | 19th Korea Musical Awards                                   | premio de popularidad                           | Hedwig and the Angry Inch    | Ganador   |
| 2013 | 19th Korea Musical Awards                                   | mejor actor                                     | Hedwig and the Angry Inch    | Nominado  |
| 2014 | 50th Baeksang Arts Awards                                   | actor más popular (TV)                          | God's Gift - 14 Days         | Nominado  |
| 2014 | SBS Drama Awards                                            | premio alta excelencia, actor de Miniseries     | God's Gift - 14 Days         | Nominado  |
| 2014 | SBS Drama Awards                                            | premio a la popularidad                         | God's Gift - 14 Days         | Nominado  |
| 2014 | SBS Drama Awards                                            | mejor pareja junto a Lee Bo-young               | God's Gift - 14 Days         | Nominado  |
| 2016 | 52nd Baeksang Arts Awards                                   | actor más popular (cine)                        | Inside Men                   | Nominado  |
| 2016 | 5th Yegreen Musical Award                                   | Best Actor                                      | Werther                      | Nominado  |
| 2016 | 5th Yegreen Musical Award                                   | premio de popularidad                           | Werther                      | Ganador   |
| 2017 | 1st Korea Musical Awards                                    | mejor actor                                     | Sweeney Todd                 | Nominado  |
| 2017 | 1st The Seoul Awards                                        | mejor actor (Drama)                             | Stranger                     | Nominado  |
| 2018 | 54th Baeksang Arts Awards                                   | Grand Prize (Daesang) for TV                    | Stranger                     | Nominado  |
| 2018 | 54th Baeksang Arts Awards                                   | Best Actor (TV)                                 | Stranger                     | Ganador   |
| 2018 | 6th APAN Star Awards                                        | Grand Prize (Daesang)                           | Life                         | Nominado  |
| 2018 | 2nd The Seoul Awards                                        | Best Actor (Drama)                              | Life                         | Nominado  |
| 2019 | 3rd Korea Musical Awards                                    | Best Actor                                      | Jekyll & Hyde                | Nominado  |
| 2020 | 4th Korea Musical Awards                                    | Best Actor                                      | Sweeney Todd                 | Nominado  |
| 2022 | 6th Korea Musical Awards                                    | Best Actor                                      | Hedwig and the Angry Inch    | Nominado  |